# Трикомо

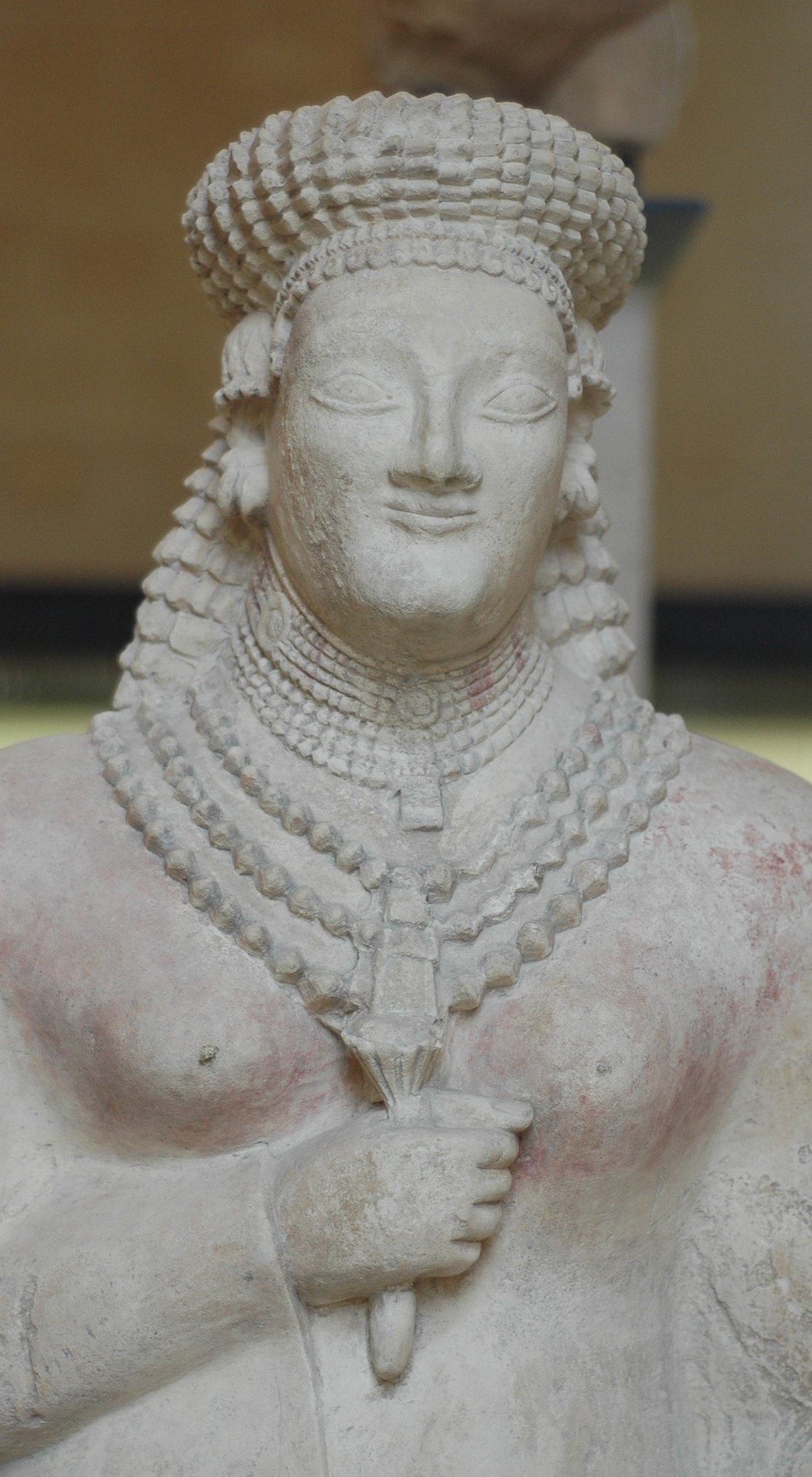
Статуя «Богини из Трикомо»

Трикомо (греч. Τρίκωμο)/Искеле (тур. İskele) — деревня на Кипре в основании Карпасского полуострова, недалеко от побережья Средиземного моря. Согласно административно-территориальному делению частично признанной Турецкой Республики Северного Кипра, фактически контролирующей деревню, является административным центром района Искеле, согласно административно-территориальному делению Республики Кипр — расположена в районе Фамагуста.
Главой деревни является Халиль Ибрахим Орун. В Республике Кипр существует параллельная администрация в изгнании, возглавляемая Яковасом Хадзиварнавасом.
На 2006 год население деревни, до установления над ней контроля в 1974 году Турецкой Республики Северного Кипра преимущественно греческой, составляло 21,978 человек за счёт переселенцев из Турции.
Возле деревни была сделана находка архаической статуи богини середины VI века до н. э., в настоящее время хранящейся в Лувре.